# Таджицьке море
Кайракку́мське водосхо́вище — штучне водосховище, створене на річці Сирдар'я, в межах Таджикистану (до зниження рівня і на території Узбекистану). Утворилось перед греблею Кайраккумського гідровузла в західній частині Ферганської долини.

Заповнення води проходило в 1956—1958 роках. Створене для здійснення зрошування поливних земель Узбекистану та Казахстану площею 300 тисяч га. Площа водного дзеркала становить 513 км², об'єм води становить 4,16 км³, довжина 55 км, ширина 20 км, середня глибина 8,1 м, максимальна — 25 м. Рівень водосховища коливається в межах 7 м. Воно здійснює сезонне та, частково, багаторічне регулювання стоку Сирдар'ї. На водоймі здійснюється рибальство — короп, храмуля, лящ, щука. Біля греблі розташоване місто Кайраккум.